# Бузівка (річка)
Бузівка — річка в Україні у Новомосковському районі Дніпропетровської області, ліва притока Орелі.
Над Бузівкою однойменне село Бузівка.

## Див. Також
- Бузівка
- Оріль
- Річка